# Sugar Hill
Sugar Hill (v anglickém originále Sugar Hill) je americký dramatický film z roku 1994. Režisérem filmu je Leon Ichaso. Hlavní role ve filmu ztvárnili Wesley Snipes, Michael Wright, Clarence Williams III, Theresa Randle a Abe Vigoda.

## Obsazení
| Wesley Snipes         | Romello Skuggs        |
| Michael Wright        | Raynathan Skuggs      |
| Clarence Williams III | Arthur Romello Skuggs |
| Theresa Randle        | Mellisa               |
| Abe Vigoda            | Gus Molino            |
| Ernie Hudson          | Lolly Jonas           |
| Steve Harris          | Ricky Goggles         |
| O. L. Duke            | Tutty                 |
| Vondie Curtis-Hall    | Mark Doby             |
| Khandi Alexander      | Ella Skuggs           |